# Method Man
Method Man, pseudonimo di Clifford Smith Jr. (New York, 2 marzo 1971), è un rapper e attore statunitense, membro del collettivo rap Wu-Tang Clan.
Method Man, noto anche con svariati pseudonimi, è anche conosciuto per i suoi lavori come solista e per le frequenti collaborazioni con il rapper Redman. È stato l'unico artista solista ad aver collaborato con Notorious B.I.G. nel suo album d'esordio Ready to Die (nella canzone The What) e ha collaborato con Tupac Shakur nella canzone Got My Mind Made Up dell'album All Eyez on Me, perché come gruppo i Bone Thugs N Harmony hanno partecipato a Notorius Thug con Biggie e Thug Luv con Tupac.

## Biografia

### Esordi
Nasce a Staten Island nel 1971. A causa della separazione tra i suoi genitori passa l'infanzia tra la casa del padre a Long Island e quella della madre nei projects di Park Hill, a Clifton, quartiere di Staten Island, dove incontra RZA, GZA e Ol' Dirty Bastard, con cui successivamente fonderà il Wu-Tang Clan. Nel 1992 il gruppo pubblica Protect Ya Neck/After the Laughter, prodotto dalla stessa Wu-Tang Records, che vende circa 15 000 copie attirando l'attenzione di altre case discografiche; il Wu-Tang dapprima sigla un contratto con la Loud Records ed in seguito con la RCA, con cui tra l'altro ogni componente del gruppo è libero di intraprendere carriere soliste, anche per altre etichette.
Alla fine del 1993 viene pubblicato l'album Enter the Wu-Tang (36 Chambers), che diviene celebre per i singoli Protect Ya Neck, Wu-Tang Clan Ain't Nuthin to F--- Wit/Can It Be All So Simple e C.R.E.A.M./Da Mystery of Chessboxin', oltre che per il brano Method Man. Durante il corso del 1994 l'album vende circa un milione di copie.

### Anni novanta
In virtù del particolare contratto con la RCA, Method Man decide di lavorare parallelamente ad una carriera solista firmando per la Def Jam Records nel 1994 e pubblicando nel medesimo anno l'album Tical, che si posiziona al quarto posto della classifica rap e con cui l'artista ottiene il disco di platino, grazie ai singoli Bring The Pain e Release Yo' Delf. Seguono collaborazioni con artisti di primo piano della scena statunitense come The Notorious B.I.G. (nel brano The What), Shaquille O'Neal (No Hook) e Boyz II Men (Vibin').
Nell'estate del 1995 dalla collaborazione con Mary J. Blige viene pubblicato il singolo I'll Be There for You/You're All I Need to Get By, che entra nelle prime cinque posizioni della chart pop. Poco tempo dopo Method Man avvia il primo di una lunga serie di lavori in coppia con il rapper Redman, nel brano How High, che entra nelle primi venti posizioni della pop chart. Durante il 1995 e il 1996 continuano i suoi featuring; tra questi, con Ol'Dirty Bastard, Raekwon (nel brano Ice Cream), GZA (Shadowboxin') e Ghostface Killah. Nell'album di Raekwon Only Built 4 Cuban Linx assume lo pseudonimo di Johnny Blaze.
Nel 1996 collabora insieme a Redman con Tupac nell'album All Eyez on Me, nel brano Got My Mind Made Up.
Il Wu-Tang si riunisce nel 1997 per la pubblicazione di un doppio album dal titolo Wu-Tang Forever, che vende 600 000 copie nella prima settimana, diventando poi triplo disco di platino e procurando alla band una nomination ai Grammy Awards. Dopo il successo dell'album, il gruppo parte per un tour con i Rage Against the Machine e gli Atari Teenage Riot, ma per alcuni problemi è costretto ad abbandonarlo.
Successivamente Method Man inizia una fase dedicata alla carriera cinematografica. Dopo piccole parti nei film 187, The Great White Hype, Copland e Black And White, torna alla musica partecipando a 4,3,2,1 di LL Cool J, Whateva Man di Redman e Whatcha Gonna Do di Jajo Felony. Alla fine del 1998 Method realizza l'LP Tical 2000: Judgement Day che raggiunge il secondo posto nelle rap chart e diventa disco di platino, grazie alle numerose partecipazioni di rapper e produttori.
Nel 1999 Method Man recita in Belly di Hype Williams. Torna poi alla collaborazione musicale con il rapper Redman; i due appaiono nel 1999 all'interno dell'Hard Knock Life Tour di Jay-Z, che incassa 18 milioni di dollari, e durante il tour scrivono i testi dell'LP America's Most Blunted, poi chiamato Blackout!, pubblicato alla fine del mese di settembre del 1999 con 254 000 copie vendute nella prima settimana, grazie anche ai singoli Blackout e Tear It Off, oltre che al brano Da Rockwilder. L'LP raggiunge il numero 3 delle classifiche.
Method Man collabora poi con i Limp Bizkit nel singolo N 2 Gether Now (da Significant Other del 1999, secondo album dei Limp Bizkit), poi remixato dai Neptunes, con EPMD in The Symphony 2000, con GZA in Stringplay (Like This, Like That) all'interno dell'album Beneath The Surface. Appare nell'edizione del 1999 del Family Values Tour, ed alla fine dell'anno anche nel fumetto The Nine Rings Of Wu Tang. Insieme a DMX collabora nel brano dei Limp Bizkit Rollin' (Urban Assault Vehicle), remix di Rollin' (Air Raid Vehicle).

### Anni duemila
Nel 2000 Method Man torna a lavorare con il Wu Tang Clan pubblicando l'album The W. Al termine della produzione dell'album ricomincia la sua carriera di attore, recitando nello spettacolo Oz. Nello stesso periodo viene pubblicato Iron Flag, quarto album del Wu-Tang Clan. Con Redman recita nel film How High e contemporaneamente viene pubblicato il singolo How High Part. II, in collaborazione con Redman e Toni Braxton. Nel 2002 Method realizza con Mary J. Blige il brano Love @ 1st Sight. Nel 2003 pubblica il singolo Noble Art, brano degli IAM a cui partecipano lui e Redman, e Saian (remixata poi da RZA e Ghostface Killah) in cui collabora con i Saïan Supa Crew.
Nello stesso anno prende parte al cd WWF Aggression della WWF, componendo la canzone Know Your Role per il wrestler The Rock.
Nel 2004 viene pubblicato Tical 0: The Prequel, terzo album solista, composta da 20 tracce prodotte da RZA, ma la Def Jam opta per la pubblicazione di soltanto una di esse. Nell'album sono presenti collaborazioni con Raekwon, Ghostface Killah, Snoop Dogg, Redman, Busta Rhymes. Il singolo è What's Happenin', realizzato in collaborazione con Busta Rhymes e con la partecipazione di Cappadonna.
Nel 2006 viene pubblicato 4:21...The Day After, composto da 21 tracce. Le produzioni sono curate principalmente da RZA ed Erick Sermon, ma sono presenti produttori esterni come Scott Storch. Questa volta Method Man decide di non affidare la promozione del disco alla Def Jam, e l'album si rivela un insuccesso a livello commerciale, nonostante i pareri positivi di critica e fan.
Dopo aver collaborato con vari artisti, nel 2011 dichiara di essere al lavoro per un nuovo album che chiamerà Crystal Meth e di voler collaborare con il giovane rapper Tyler, the Creator.

## Vita privata
È stato arrestato nel 2007 per possesso di marijuana e nel 2010 ha dovuto pagare 106.000 dollari per evasione fiscale.
È sposato dal 2001 ed ha tre figli: due maschi (1996, 2001) e una femmina (1997).

## Nei videogiochi
Method Man è anche uno dei personaggi del videogioco per PlayStation 2 e GameCube Def Jam Fight For NY.

## Discografia
- 1994 – Tical
- 1998 – Tical 2000: Judgement Day
- 1999 – Blackout! (con Redman)
- 2004 – Tical 0: The Prequel
- 2006 – 4:21...The Day After
- 2009 – Blackout! 2 (con Redman)
- 2010 – Wu-Massacre (con Ghostface Killah e Raekwon)
- 2015 – The Meth Lab
- 2018 – Meth Lab Season 2: The Lithium

## Filmografia

### Cinema
- La grande promessa (The Great White Hype), regia di Reginald Hudlin (1996)
- Codice omicidio 187 (One Eight Seven), regia di Kevin Reynolds (1997)
- Cop Land, regia di James Mangold (1997)
- Belly, regia di Hype Williams (1998)
- Black & White (Black and White), regia di James Toback (1999)
- Backstage, regia di Chris Fiore (2000)
- Due sballati al college (How High), regia di Jesse Dylan (2001)
- Brown Sugar, regia di Rick Famuyiwa (2002)
- Scary Movie 3 - Una risata vi seppellirà (Scary Movie 3), regia di David Zucker (2003)
- Il padre di mio figlio (My Baby's Daddy), regia di Cheryl Dunye (2004)
- La mia vita a Garden State (Garden State), regia di Zach Braff (2004)
- Soul Plane - Pazzi in aeroplano (Soul Plane), regia di Jessy Terrero (2004)
- Venom, regia di Jim Gillespie (2005)
- Hood of Horror, regia di Stacy Title (2006)
- 3ciento - Chi l'ha duro... la vince (Meet the Spartans), regia di Jason Friedberg e Aaron Seltzer (2008)
- Fa' la cosa sbagliata (The Wackness), regia di Jonathan Levine (2008)
- Bad Cop - Polizia violenta (Sinners & Saints), regia di William Kaufman (2010)
- The Mortician, regia di Gareth Maxwell Roberts (2011)
- Lo spaventapassere (The Sitter), regia di David Gordon Green (2011)
- Red Tails, regia di Anthony Hemingway (2012)
- Mr Cobbler e la bottega magica (The Cobbler), regia di Thomas McCarthy (2014)
- Un disastro di ragazza (Trainwreck), regia di Judd Apatow (2015)
- Estate a Staten Island (Staten Island Summer), regia di Rhys Thomas (2015)
- Future World, regia di James Franco e Bruce Thierry Cheung (2018)
- Peppermint - L'angelo della vendetta (Peppermint), regia di Pierre Morel (2018)
- Shaft, regia di Tim Story (2019)
- Jay e Silent Bob - Ritorno a Hollywood (Jay and Silent Bob Reboot), regia di Kevin Smith (2019)
- Concrete Cowboy, regia di Ricky Staub (2020)
- This Is the Night, regia di James DeMonaco (2021)
- Omicidio a Los Angeles (Last Looks), regia di Tim Kirkby (2022)

### Televisione
- Oz – serie TV, 4 episodi (2001)
- Boston Public – serie TV, episodio 3x21 (2003)
- The Wire – serie TV, 13 episodi (2003-2008)
- Method and Red – serie TV, 13 episodi (2004)
- CSI - Scena del crimine (CSI: Crime Scene Investigation) – serie TV, 4 episodi (2006-2010)
- Law & Order - Unità vittime speciali – serie TV, episodio 9x10 (2007)
- Burn Notice - Duro a morire (Burn Notice) – serie TV, episodio 2x06 (2008)
- La strana coppia (The Good Guys) – serie TV, episodio 1x14 (2008)
- Blue Bloods – serie TV, episodi 5x21-5x22-7x14 (2015-2017)
- Luke Cage – serie TV, episodio 1x12 (2016)
- The Breaks – serie TV, 5 episodi (2017)
- Rebel – serie TV, 5 episodi (2017)
- The Deuce - La via del Porno (The Deuce) – serie TV, 9 episodi (2017-2018)
- Drunk History – serie TV, episodio 5x03 (2018)
- Teenage Bounty Hunters – serie TV, 5 episodi (2020)
- Power Book II: Ghost – serie TV, 4 stagioni (2020)

## Doppiatori italiani
Nelle versioni in italiano delle opere in cui ha recitato, è stato doppiato da:
- Roberto Draghetti ne Lo spaventapassere, Codice omicidio 187, Soul Plane - Pazzi in aeroplano, CSI - Scena del crimine (ep. 11x02), Mr Cobbler e la bottega magica, Shaft (2019)
- Simone D'Andrea in Due sballati al college, Jay e Silent Bob - Ritorno a Hollywood
- Alberto Angrisano in Blue Bloods, Venom, Peppermint - L'angelo della vendetta
- Fabrizio Dolce in Un disastro di ragazza, Concrete Cowboy
- Christian Iansante in Fa' la cosa sbagliata, Power Book II: Ghost
- Massimo Lodolo in Boston Public
- Roberto Stocchi in La mia vita a Garden State
- Pierluigi Astore in CSI - Scena del crimine (ep. 6x20)
- Claudio Fattoretto in CSI - Scena del crimine (ep. 7x19)
- Paolo Buglioni in CSI - Scena del crimine (ep. 8x14)
- Fabio Boccanera in The Wire
- Edoardo Stoppacciaro in 3ciento - Chi l'ha duro... la vince!
- Giuliano Bonetto in Burn Notice - Duro a morire
- Alessandro Ballico in Red Tails
- Marco Vivio in Luke Cage
- Massimo Bitossi in The Deuce - La via del porno